# Otto Sarrazin
Otto Sarrazin (* 22. Dezember 1842 in Bocholt; † 6. Juni 1921 in Berlin) war ein deutscher Bauingenieur und hochrangiger preußischer Baubeamter, bei seinem Tod trug er den Titel Wirklicher Geheimer Oberbaurat.
Sarrazin trat vor allem als Fachschriftsteller und Schriftleiter zweier wichtiger Fachzeitschriften hervor. Außerdienstlich war er ein führender Vertreter des Allgemeinen Deutschen Sprachvereins und setzte sich für die Reinhaltung der deutschen Sprache ein – in erster Linie durch Vermeidung unnötiger Fremdworte.
Kommunalpolitisch war er als Gemeindeverordneter an seinem Wohnsitz aktiv, der damaligen Landgemeinde Friedenau bei Berlin.

## Beruf
Sarrazin wurde als zehntes von dreizehn Kindern des Justizkommissars und Salm-Salm’schen Kammerdirektors Franz Sarrazin in Bocholt geboren. Er besuchte das Gymnasium Paulinum in Münster, wo er mit anderen Schülern den gymnasialen Gesangsverein Bardophonia gründete. Nach dem 1862 abgelegten Abitur studierte er Bauingenieurwesen. Anschließend an das 1. Staatsexamen wirkte er zunächst als Bauführer (Referendar in der öffentlichen Bauverwaltung) beim Bau der Berliner Ringbahn unter Ernst Dircksen mit. Nach seiner Teilnahme am Deutsch-Französischen Krieg bestand er im Juni 1872 das 2. Staatsexamen zum Regierungs-Baumeister (Assessor), das wegen des Kriegsdienstes um elf Monate rückdatiert wurde.
Er war danach zunächst bei der Technischen Abteilung für das Eisenbahnwesen im preußischen Handelsministerium und als Hilfslehrer für Wasserbau an der Berliner Bauakademie beschäftigt. Ab Ende 1873 arbeitete er beim Bau der Moselbahn mit; er lebte während dieser Zeit in Koblenz, wo er auch heiratete.
Durch verschiedene Veröffentlichungen – unter anderem zu den befürchteten Auswirkungen bildungspolitischer Reformbestrebungen auf das staatliche Bauwesen – fiel er seinen Vorgesetzten als besonders sachkundig und wortgewandt auf. Als nach der Neuorganisation des staatlichen Bauwesens in Preußen Albert Maybach als nunmehr zuständiger Minister der öffentlichen Arbeiten Anfang 1881 die Fachzeitschrift Centralblatt der Bauverwaltung gründete, berief er Otto Sarrazin als Schriftleiter des neuen Blattes. Er erfüllte diese Aufgabe so erfolgreich, dass ihm 1885 zusätzlich die Leitung der bereits seit 1851 bestehenden Zeitschrift für Bauwesen übertragen wurde. Diese Doppelfunktion übte er bis zu seinem Eintritt in den Ruhestand am 30. Juni 1913 aus. Er wahrte dabei die eigenständigen Profile beider Blätter so gut, dass diese trotz der erheblichen Überschneidungen in Inhalt und Zielgruppe erst lange Jahre nach seinem Tod unter den Auswirkungen der Weltwirtschaftskrise zusammengelegt wurden.

## Sprachpflege
Neben dem Beruf galt Sarrazins Interesse auch der Sprachpflege. Er schrieb ein Verdeutschungs-Wörterbuch (1886 erschienen), in dem er viele Verdeutschungen, so zum Beispiel „Fahrrad“, auflistet. Ob er allerdings wirklich der Urheber dieser Begriffe ist, ist umstritten. So schreibt Pryor Dodge in seinem Buch Faszination Fahrrad, der Begriff „Fahrrad“ sei bereits 1885 durch Übereinkunft deutscher Radfahrervereine eingeführt worden. Bei der Bahn setzte Sarrazin zum Beispiel die Begriffe ‚Abteil‘ (statt des zuvor üblichen Coupés), ‚Bahnsteig‘ (statt Perron), ‚Fahrkarte‘ (statt Billet) und ‚Rückfahrkarte‘ (statt Retourbillet) durch. Er ist damit ein wichtiger Vertreter des deutschen Sprachpurismus. Im Jahr 1900 wurde Sarrazin Vorsitzender des Allgemeinen Deutschen Sprachvereins.

## Auszeichnungen
- Ehrendoktorwürde (als Dr.-Ing.) der Technischen Hochschule Charlottenburg
- Ehrendoktorwürde (als Dr. phil.) der Ludwigs-Universität Gießen
- Staatsmedaille für Verdienste um das Bauwesen in Gold[5]
- 1947 wurde die zuvor nach dem SA-Scharführer Erwin Jänisch benannte Straße in Berlin-Friedenau in Sarrazinstraße umbenannt, um seine Verdienste als Friedenauer Gemeindeverordneter zu würdigen.[6]
- Sein Grab befindet sich auf dem Friedenauer Friedhof an der Stubenrauchstraße.

## Schriften
- Wörterbuch für eine deutsche Einheitsschreibung. Berlin 1903.
- Verdeutschungs-Wörterbuch. Ernst & Korn, Berlin 1886. / … / 4., vermehrte Auflage, Wilhelm Ernst & Sohn, Berlin 1912. / 5., vermehrte Auflage, Wilhelm Ernst & Sohn, Berlin 1918.
- Das Fremdwort in der Amtssprache und in Baukunst und Bauwissenschaft. In: Centralblatt der Bauverwaltung. 34a, 1884, S. 465 (zlb.de).

## Sonstiges
- Otto Sarrazin ist ein Urgroßonkel des Politikers Thilo Sarrazin.